# Spongia distans
Spongia distans är en svampdjursart som först beskrevs av Schulz 1900.  Spongia distans ingår i släktet Spongia och familjen Spongiidae. Inga underarter finns listade i Catalogue of Life.